# Зіро
Зіро (англ. Ziro) — місто в Індії на заході центральної частини індійського штату Аруначал-Прадеш. Адміністративний центр округу Нижній Субансірі. 

## Географія
Знаходиться на невеликому плато. Оточене бамбуковими і хвойними лісами.

### Клімат
Місто знаходиться у зоні, котра характеризується вологим субтропічним кліматом. Найтепліший місяць — липень із середньою температурою 23.2 °C (73.7 °F). Найхолодніший місяць — січень, із середньою температурою 10.6 °С (51.1 °F).
| Клімат Зіро             | Клімат Зіро | Клімат Зіро | Клімат Зіро | Клімат Зіро | Клімат Зіро | Клімат Зіро | Клімат Зіро | Клімат Зіро | Клімат Зіро | Клімат Зіро | Клімат Зіро | Клімат Зіро | Клімат Зіро |
| Показник                | Січ.        | Лют.        | Бер.        | Квіт.       | Трав.       | Черв.       | Лип.        | Серп.       | Вер.        | Жовт.       | Лист.       | Груд.       | Рік         |
| Середній максимум, °C   | 17,5        | 18,9        | 22,4        | 23,9        | 25,3        | 27          | 27,2        | 27,1        | 26,6        | 25          | 21,9        | 18,6        | 23,4        |
| Середня температура, °C | 10,6        | 12,4        | 15,9        | 18,2        | 20,3        | 22,7        | 23,2        | 23,1        | 22,4        | 19,7        | 15,6        | 11,9        | 18          |
| Середній мінімум, °C    | 3,8         | 6,1         | 9,5         | 12,4        | 15,3        | 18,4        | 19,3        | 19,1        | 18,1        | 14,4        | 9,4         | 5,3         | 12,6        |
| Норма опадів, мм        | 11.5        | 21.4        | 47.4        | 136.7       | 233.3       | 369.7       | 398.9       | 312.4       | 227.9       | 100         | 15.6        | 10          | 1884.7      |
| ----------------------- | ----------- | ----------- | ----------- | ----------- | ----------- | ----------- | ----------- | ----------- | ----------- | ----------- | ----------- | ----------- | ----------- |
| Джерело: Weatherbase    |             |             |             |             |             |             |             |             |             |             |             |             |             |

## Демографія

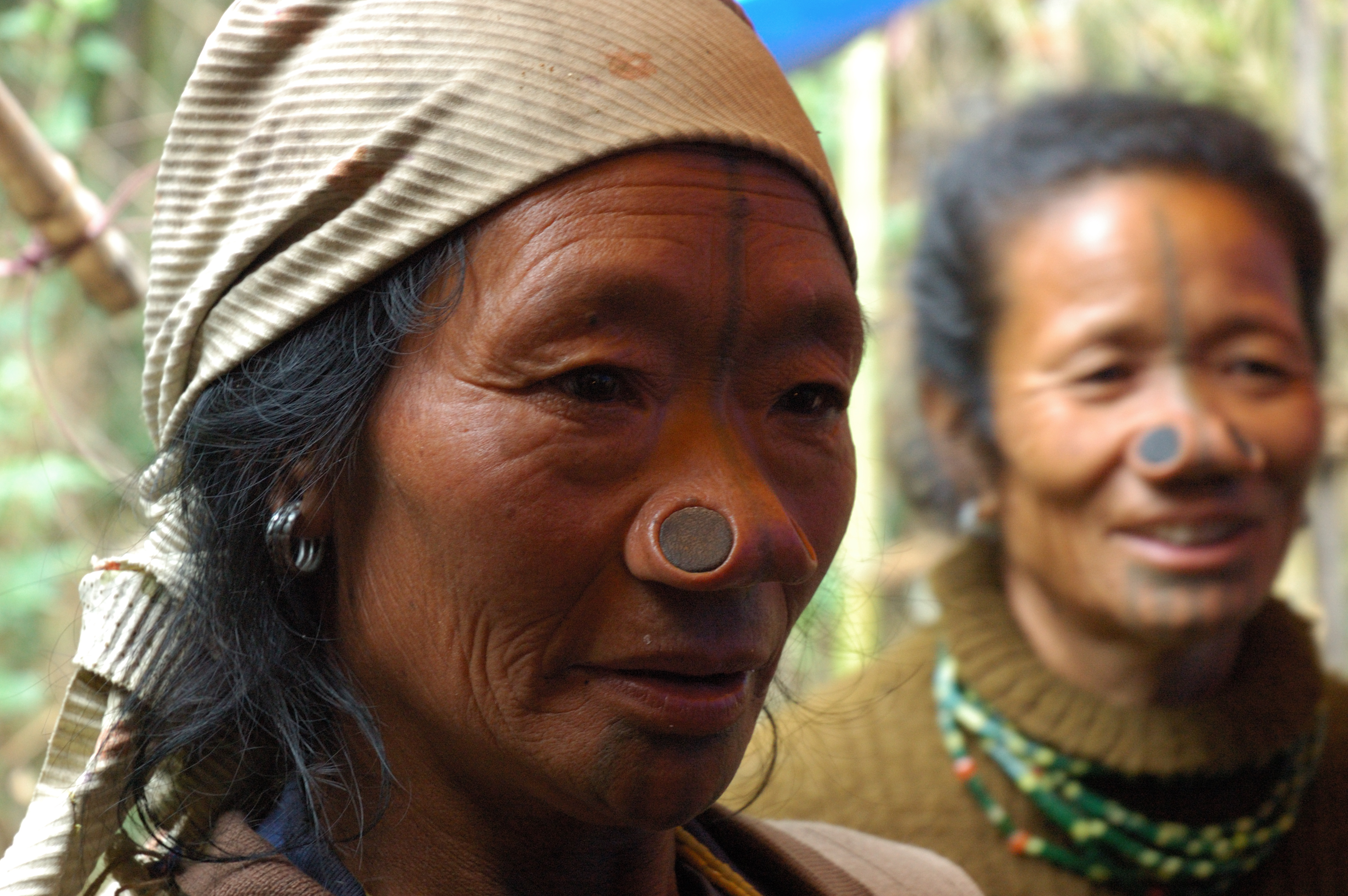
Жителі Зіро.

Згідно індійського перепису населення 2001 року, населення Зіро складало 12289 осіб. 52% чоловіків і 48% жінок. 17% населення віком менше 6 років.

## Економіка
Населення займається, в основному, сільським і лісовим господарствами.